# Isigny-sur-Mer (commune déléguée)
Isigny-sur-Mer est une ancienne commune du département du Calvados, dans la région Normandie, en France, peuplée de 2 488 habitants.
Avec les communes de Castilly, de Neuilly-la-Forêt, des Oubeaux et de Vouilly, elle a fusionné le 1er janvier 2017 pour former la commune d'Isigny-sur-Mer. Cette dernière a été créée avec le statut administratif de commune nouvelle par un arrêté préfectoral du 13 septembre 2016.
Les cinq anciennes communes ont le statut administratif de commune déléguée.

## Politique et administration
| Période                                  | Période          | Identité           | Étiquette | Qualité                                                                    |
| ---------------------------------------- | ---------------- | ------------------ | --------- | -------------------------------------------------------------------------- |
| Les données manquantes sont à compléter. |                  |                    |           |                                                                            |
| ?                                        | ?                | Albert Basley      |           | Marchand de bois et charbons                                               |
| mai 1935                                 | ?                | Pierre Dupont      |           |                                                                            |
| 1945                                     | mai 1953         | M. Touraille       |           | Médecin                                                                    |
| mai 1953                                 | 1975             | Georges Lion       |           | Entrepreneur de menuiserie, maire honoraire                                |
| mars 1975                                | mars 1983        | Gérard Albengres   | PS        | Professeur de CES puis principal adjoint de collège Ancien premier adjoint |
| mars 1983                                | mars 1989        | René Vemclefs      | DVD       |                                                                            |
| mars 1989                                | mars 2001        | Patrick Rossigneux | DVD       | Cadre en commerce extérieur                                                |
| mars 2001                                | mars 2014        | Gérard Quesnel     | DVG       | Professeur                                                                 |
| mars 2014                                | 31 décembre 2016 | Éric Barbanchon    | UDI       | Technicien de laboratoire                                                  |

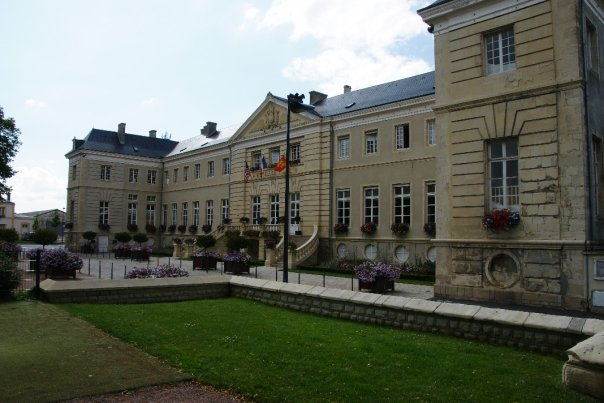
Mairie d'Isigny-sur-Mer.

Jusqu'en 2016, le conseil municipal était composé de vingt-trois membres dont le maire et cinq adjoints.
Le canton d'Isigny-sur-Mer, supprimé en 2015, comprenait vingt-quatre communes : Asnières-en-Bessin, La Cambe, Canchy, Cardonville, Cartigny-l'Épinay, Castilly, Cricqueville-en-Bessin, Deux-Jumeaux, Englesqueville-la-Percée, La Folie, Géfosse-Fontenay, Grandcamp-Maisy, Isigny-sur-Mer, Lison, Longueville, Monfréville, Neuilly-la-Forêt, Osmanville, Les Oubeaux, Sainte-Marguerite-d'Elle, Saint-Germain-du-Pert, Saint-Marcouf, Saint-Pierre-du-Mont et Vouilly.
La communauté de communes Isigny Grandcamp Intercom regroupait vingt-et-une communes du canton (Asnières-en-Bessin, La Folie et Sainte-Marguerite-d'Elle n'en faisaient pas partie).

## Démographie
L'évolution du nombre d'habitants est connue à travers les recensements de la population effectués dans la commune depuis 1793. À partir du 1er janvier 2009, les populations légales des communes sont publiées annuellement dans le cadre d'un recensement qui repose désormais sur une collecte d'information annuelle, concernant successivement tous les territoires communaux au cours d'une période de cinq ans. 
Pour les communes de moins de 10 000 habitants, une enquête de recensement portant sur toute la population est réalisée tous les cinq ans, les populations légales des années intermédiaires étant quant à elles estimées par interpolation ou extrapolation. Pour la commune, le premier recensement exhaustif entrant dans le cadre du nouveau dispositif a été réalisé en 2005,.
En 2021, la commune comptait 2 488 habitants, en évolution de −2,74 % par rapport à 2015 (Calvados : +1,58 %, France hors Mayotte : +2,49 %).
Isigny a compté jusqu'à 3 258 habitants en 1968.
| 1793  | 1800  | 1806  | 1821  | 1831  | 1836  | 1841  | 1846  | 1851  |
| ----- | ----- | ----- | ----- | ----- | ----- | ----- | ----- | ----- |
| 2 048 | 1 850 | 2 000 | 2 112 | 2 192 | 2 352 | 2 363 | 2 349 | 2 263 |

| 1856  | 1861  | 1866  | 1872  | 1876  | 1881  | 1886  | 1891  | 1896  |
| ----- | ----- | ----- | ----- | ----- | ----- | ----- | ----- | ----- |
| 2 186 | 2 605 | 2 703 | 2 380 | 2 750 | 2 815 | 2 929 | 2 808 | 2 809 |

| 1901  | 1906  | 1911  | 1921  | 1926  | 1931  | 1936  | 1946  | 1954  |
| ----- | ----- | ----- | ----- | ----- | ----- | ----- | ----- | ----- |
| 2 606 | 2 549 | 2 591 | 2 467 | 2 687 | 2 834 | 2 874 | 2 787 | 2 940 |

| 1962  | 1968  | 1975  | 1982  | 1990  | 1999  | 2005  | 2010  | 2015  |
| ----- | ----- | ----- | ----- | ----- | ----- | ----- | ----- | ----- |
| 3 107 | 3 258 | 3 175 | 3 082 | 3 018 | 2 920 | 2 763 | 2 803 | 2 558 |

| 2018  | - | - | - | - | - | - | - | - |
| ----- | - | - | - | - | - | - | - | - |
| 2 508 | - | - | - | - | - | - | - | - |